# Schistura paucifasciata
Schistura paucifasciata är en fiskart som först beskrevs av Hora 1929.  Schistura paucifasciata ingår i släktet Schistura och familjen grönlingsfiskar. IUCN kategoriserar arten globalt som otillräckligt studerad. Inga underarter finns listade i Catalogue of Life.